# Chopper (film)
Chopper is een Australische misdaadfilm uit 2000 van regisseur Andrew Dominik. De film is gebaseerd op het leven van crimineel Mark "Chopper" Read en betekende de grote doorbraak van acteur Eric Bana.

## Verhaal
De zware crimineel Mark Brandon Read, alias Chopper, zit een gevangenisstraf van zestien jaar uit omdat hij een rechter kidnapte. Hij probeert de leider van de beruchte afdeling H te worden in de streng beveiligde Pentridge-gevangenis. De machtsstrijd die ontstaat levert hem veel vijanden op in de gevangenis. Na verloop van tijd wordt hij zelfs in de steek gelaten door zijn eigen bende en neergestoken door zijn jeugdvriend Jimmy Loughnan. Om overgeplaatst te worden naar een andere afdeling laat hij vrijwillig zijn oren afsnijden door een medegedetineerde.
In 1986 wordt Chopper vrijgelaten. Hij probeert opnieuw contact op te zoeken met zijn vroegere vriendin Tanya, maar vermoedt dat ze inmiddels een relatie heeft met Neville Bartos, een vroeger slachtoffer van hem. Hij spoort Bartos op en schiet hem neer. 
Wanneer hij later ontdekt dat er een prijs op zijn hoofd staat, besluit hij achter zijn jeugdvriend Loughnan aan te gaan. Hij ontdekt echter dat Loughnan inmiddels in armoede leeft en drugsverslaafd is.
Hij vermoordt een man in een café, maar ontsnapt aan een gevangenisstraf door te beweren dat het wettige zelfverdediging was. Uiteindelijk belandt hij toch opnieuw in de gevangenis, waar hij een boek over zijn misdaadleven schrijft. Het boek wordt een bestseller en Chopper groeit uit tot een legende.
In 1992 zit Chopper in zijn cel naar een tv-interview van zichzelf te kijken. Hij is trots, maar blijft wel alleen achter in zijn cel.

## Rolverdeling
| Acteur            | Personage           |
| ----------------- | ------------------- |
| Eric Bana         | Mark "Chopper" Read |
| Vince Colosimo    | Neville Bartos      |
| Simon Lyndon      | Jimmy Loughnan      |
| David Field       | Keith George        |
| Kate Beahan       | Tanya Paice         |
| Dan Wyllie        | Bluey               |
| Fletcher Humphrys | Bucky               |
| Robert Rabiah     | Nick                |
| Brian Mannix      | Ian                 |